# Cedarbergeniana imperfecta
Cedarbergeniana imperfecta är en insektsart som beskrevs av Naskrecki 1994. Cedarbergeniana imperfecta ingår i släktet Cedarbergeniana och familjen vårtbitare. Inga underarter finns listade i Catalogue of Life.